# فسفر تری‌اکسید
فسفر تری‌اکسید (به انگلیسی: Phosphorus trioxide) با فرمول شیمیایی P۴O۶ یک ترکیب شیمیایی است. که جرم مولی آن 219.88 g mol−۱ می‌باشد. 